# Boronia pulchella
Boronia pulchella är en vinruteväxtart som beskrevs av Porphir Kiril Nicolai Stepanowitsch Turczaninow. Boronia pulchella ingår i släktet Boronia och familjen vinruteväxter. Inga underarter finns listade i Catalogue of Life.